# Open Metering System

Logo der OMS-Group

Das Open Metering System der Open Metering System Group e. V. steht für eine hersteller- und spartenübergreifende Kommunikationsarchitektur für intelligente Zähler und Geräte auf Basis der M-Bus-Spezifikation im Rahmen des Smart Metering. Es ist weltweit die einzige Systemdefinition, die alle Medien (Elektrizität, Gas, Wasser und thermische Energie inklusive Submetering) in ein System integriert.

## Hintergrund
Als Reaktion auf die Richtlinie 2006/32/EG über Endenergieeffizienz und Energiedienstleistungen (insb. Artikel 13 der Richtlinie) haben sich mehrere deutsche Querverbundunternehmen (d. h. Versorger, die mehrere Sparten, wie Elektrizität, Gas, Wasser oder Fernwärme/Fernkälte anbieten) zusammengetan und die Hersteller entsprechender Messgeräte aufgefordert, einen einheitlichen Standard zu realisieren. Ziel sollte sein, dass die Messgeräte einheitliche Kommunikationsschnittstellen haben. Auf Herstellerseite haben sich im Wesentlichen Mitglieder der Verbände FIGAWA, KNX und ZVEI zusammengetan und auf Basis der M-Bus-Norm (DIN EN 13757 Teil 1 bis Teil 6) sowie des niederländischen NTA 8130 gemeinsame Festlegungen getroffen, die eine herstellerübergreifende Interoperabilität garantieren.

## Die Open-Metering-System-Spezifikation
Mehrere Arbeitsgruppen – zuerst in der Initiative Open Metering System, seit 2015 innerhalb des Open Metering System Group e. V. – haben seit Mai 2007 die Anwendung bestehender Normen für eine interoperable Kommunikation von Messsystemen geprüft und Ergänzungen und Konkretisierungen erarbeitet. Für die als Primärkommunikation definierte Datenübertragung zwischen den eigentlichen Zählern und einem Gateway (z. B. SMGW) wurde die Normenreihe EN 13757 als derzeit anwendbare Kommunikationsnorm identifiziert. Diese Normenreihe beschreibt den M-Bus sowohl als physikalische Schnittstelle, drahtgebunden und drahtlos (Wireless M-Bus, wM-Bus), als auch das Datenprotokoll. Für die drahtlose Kommunikation verwenden sowohl die OMS-Spezifikation als auch der KNX-Standard die Norm EN 13757-4. Damit können über dasselbe System sowohl Messdaten als auch Daten aus dem Bereich der Gebäudeautomation übertragen werden.
Die Weitverkehrskommunikation ist nicht im Fokus der Open-Metering-System-Spezifikation. Diese wird mit bewährten Internetstandards gelöst, wobei die Übertragung unabhängig vom physikalischen Medium sein sollte, solange die notwendigen Sicherheitsmechanismen eingehalten werden.
Für die Datenvisualisierung (Verbrauchsanzeige), die Anbindung der Gebäudeautomation beim Endkunden sowie für die zukünftigen Dienstleistungen wie z. B. Tarif- oder Lastmanagement kommen Geräte zum Einsatz, die nach dem verbreiteten KNX-Standard (ISO/IEC 14543-3 = EN 50090) arbeiten.
Bei den Spezifikationsarbeiten wurden auch internationale Belange berücksichtigt, denn auf Basis des Mandats M/441 der Europäischen Kommission soll das Smart Metering mit einer offenen Architektur unter Einbeziehung von Interoperabilität ermöglichenden Kommunikationsprotokollen funktionieren. Dazu wurde zur Harmonisierung mit dem Niederländischen Regelwerk NTA 8130/DSMR mit der KEMA (heute DNV) kooperiert.
Als entscheidende Voraussetzung für die Akzeptanz intelligenter Messsysteme wurden die Anforderungen an Datensicherheit und Zugriffsschutz berücksichtigt. Eine geräteindividuelle Verschlüsselung der Verbrauchsdaten auf Basis gebräuchlicher Algorithmen (AES 128) ist Bestandteil der OMS-Spezifikation. Das Bundesamt für Sicherheit in der Informationstechnik (BSI) bezieht sich in seiner BSI TR-03109-1 „Anforderungen an die Interoperabilität der Kommunikationseinheit eines intelligenten Messsystems“ ausdrücklich auf die OMS-Spezifikation bei der erforderlichen Funk-Schnittstellen im Local Metrological Network (LMN) des Smart Meter Gateways (SMGW).
Die Einhaltung der Open-Metering-System-Spezifikation kann mittels der OMS-Testspezifikation und dem OMS Conformance Test Tool überprüft werden. Der tatsächliche Nachweis der OMS-Konformität erfolgt mittels einer Überprüfung des Geräts durch ein unabhängiges Prüfinstitut und die Ausstellung eines Zertifikats durch eine unabhängige Zertifizierungsstelle.

## Normung
Die Arbeiten der Open Metering System Group werden seit 2009 in das Technische Komitee CEN/TC 294 eingebracht, das die Normenreihe EN 13757 pflegt und weiterentwickelt. Damit sind wesentliche Bestandteile der OMS-Spezifikation in aktualisierte Europäische Normen eingeflossen. Dieser Prozess wird auch in Zukunft weitergeführt. Die Normen bzw. die veröffentlichten Normentwürfe stehen jedermann zum Erwerb zur Verfügung. Die Dokumente der OMS-Spezifikation sind in englischer Sprache und kostenlos erhältlich.